# Граєво
Грає́во (пол. Grajewo) — місто в північно-східній Польщі.
Адміністративний центр Граєвського повіту Підляського воєводства.

## Історія

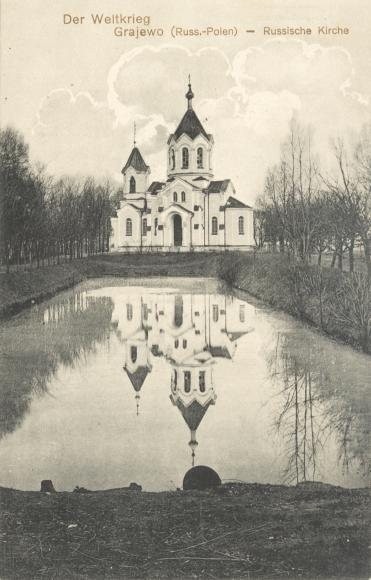
Православна церква знищена під час акції Ревіндикації

Перша писемна згадка про Граєво належить до 1426 року. Після поділів Польщі Граєво стає російським прикордонним містом на кордоні зі Пруссією. 1873 року було збудовано залізницю Козятин — Граєво, у місті відкрито залізничну станцію, що була одним із найбільших прикордонних пунктів пропуску у Російській імперії. Тут діяла митниця 1 класу. У путівнику «Иллюстрированный путеводитель по Юго-Западной железной дороге» (1898 рік) про станцію Граєво зазначено таке: «...рельсовый путь вступает в пределы Ломжинской губернии, входящей в состав Привислянскаго края и на 656 вер. от Казатина достигает пограничной станции Граево. Местечко Граево имеет исключительно значение как пограничный пункт; здесь находится таможня и чрез Граево идут транпорты товаров, направляющиеся в Кенигсберг и Данциг, а равно обратно».

## Визначні місця
- Дерев'яні будиночки 19 ст.
- Капела родини Вільцевських 1839
- Неоготична Церква Трійці 1882 року будівництва
- Таверна 19 сторіччя
- Залізнична станція 1873
- Придорожні капели середини 19 століття
- Будівля середньої школи 1931 року
- Ринкова площа 18 сторіччя

## Демографія
Демографічна структура станом на 31 березня 2011 року:
|          | Загалом | Допрацездатний вік | Працездатний вік | Постпрацездатний вік |
| -------- | ------- | ------------------ | ---------------- | -------------------- |
| Чоловіки | 10934   | 2255               | 7787             | 892                  |
| Жінки    | 11587   | 2096               | 7267             | 2224                 |
| Разом    | 22521   | 4351               | 15054            | 3116                 |

## Міста-побратими
Елк